# Spagatsprung

Spagatsprung

Der Spagatsprung ist eine besondere Form des Spagats, bei der man in die Luft springt und die Beine in der Luft nach oben zieht, um so einen Spagat in der Luft auszuführen.
Es gibt mehrere Möglichkeiten, einen Spagatsprung auszuführen:
- Man lässt die Beine während des gesamten Sprunges durchgestreckt und zieht sie in die Luft.
- Man springt ab und zieht die Beine an (anwinkeln). In der Luft drückt man sie vom Körper weg.

Der Spagatsprung beim Eiskunstlauf nennt sich Spreizsprung, im Ballett Sissone-Sprung.